# Киевское (Калининградская область)
Киевское— посёлок в Зеленоградском районе Калининградской области. До 2016 года входил в состав Ковровского сельского поселения.

## Население
| 2002 | 2010 |
| ---- | ---- |
| 87   | ↘85  |

Населенный пункт Смидин был основан в 1302 году, со временем название приняло форму Шмиденен. В 1910 году в Шмиденене проживало138 человек, в 1933 году — 167 человек, в 1939 году — 170 человек.

## История
В 1946 году Шмиденен был переименован в поселок Киевское.